# Herzogpark (Fernsehserie)
Herzogpark ist eine sechsteilige deutsche Miniserie, die 2022 für RTL Deutschland produziert und im Mai 2022 auf dem Streamingportal RTL+ veröffentlicht wurde. Am 29. Juni und 6. Juli 2022 strahlte der Sender Vox die Serie mit jeweils drei Folgen am Stück erstmals im Free-TV aus.

## Handlung
Dem Baumogul Nikolaus van der Bruck ist jedes Mittel recht, um in dem Münchner Nobelviertel Herzogpark sein Hochhaus-Projekt Herzog-Tower zu verwirklichen. Vier Anwohnerinnen tun sich zusammen, um ihm das Handwerk zu legen.

## Hintergrund
Die Dreharbeiten fanden im Sommer 2021 in München und Umgebung sowie in Südtirol statt. Gefördert wurde das Projekt vom FilmFernsehFonds Bayern, IDM Südtirol und German Motion Picture Fund.
Die Erstausstrahlung der ersten drei Folgen am 29. Juni 2022 auf VOX verfolgten 0,71, 0,65 und 0,46 Millionen Zuschauer, was 3,5, 3,9 und 4,1 Prozent Marktanteil entspricht. Die Episoden vier, fünf und sechs brachten es am 6. Juli 2022 auf 0,50, 0,41 und 0,37 Millionen Zuschauer und 2,7, 3,0 und 3,3 Prozent Marktanteil.

## Kritiken
„Gesellschaftskomödie, die nicht nur auf eine gute Besetzung baut, sondern auch dramaturgisch überzeugt, sodass man sich viereinhalb Stunden lang bestens unterhält.“

„Im Münchner Viertel Herzogpark wohnt es sich idyllisch mit schönen Altbauvillen, vielen Parks und der nahen Isar. Doch auch in der Nobelgegend gibt es Stoff für Skandale. Die Serie "Herzogpark" auf Vox taucht lustvoll und amüsant in diese Abgründe ein.“

„Die RTL-Serie „Herzogpark“ handelt von reichen Leuten und versucht, dabei so böse, zynisch und verdorben zu sein, wie es sich das deutsche Fernsehen sonst nicht traut.“

„Die sechs Folgen wollen Münchens Schickeria vorführen. Das gelingt nicht klischeefrei, ist aber sehenswert.“

„An Helmut Dietls Schickeria-Kultserie "Kir Royal" reicht "Herzogpark" zwar nicht ganz heran. Vergnüglich sind die sechs Episoden von Regisseur Alexander Freydank aber dennoch, der 2009 für den Kurzfilm "Spielzeugland" einen Oscar erhalten hat. Seine Serie ist eine unterhaltsame, leicht und mit viel Humor inszenierte Gesellschaftssatire, die lustvoll zahlreiche Klischees aufgreift und damit spielt.“

„Die Münchner High Society bekommt in der neuen RTL+-Serie "Herzogpark" ihr Fett weg. Denn hinter dem schönen Schein der Schickeria verstecken sich Neid und Missgunst.“

## Auszeichnungen
2022
- Nominierung, Blauer Panther für Lisa Maria Potthoff als beste Darstellerin[11]

2023
- Nominierung, Jupiter Award für Heike Makatsch als beste Darstellerin[12]

## Merchandise
Am 29. Juli 2022 erschien die DVD-Box zur Serie im Fachhandel.